# Fritz Ascher

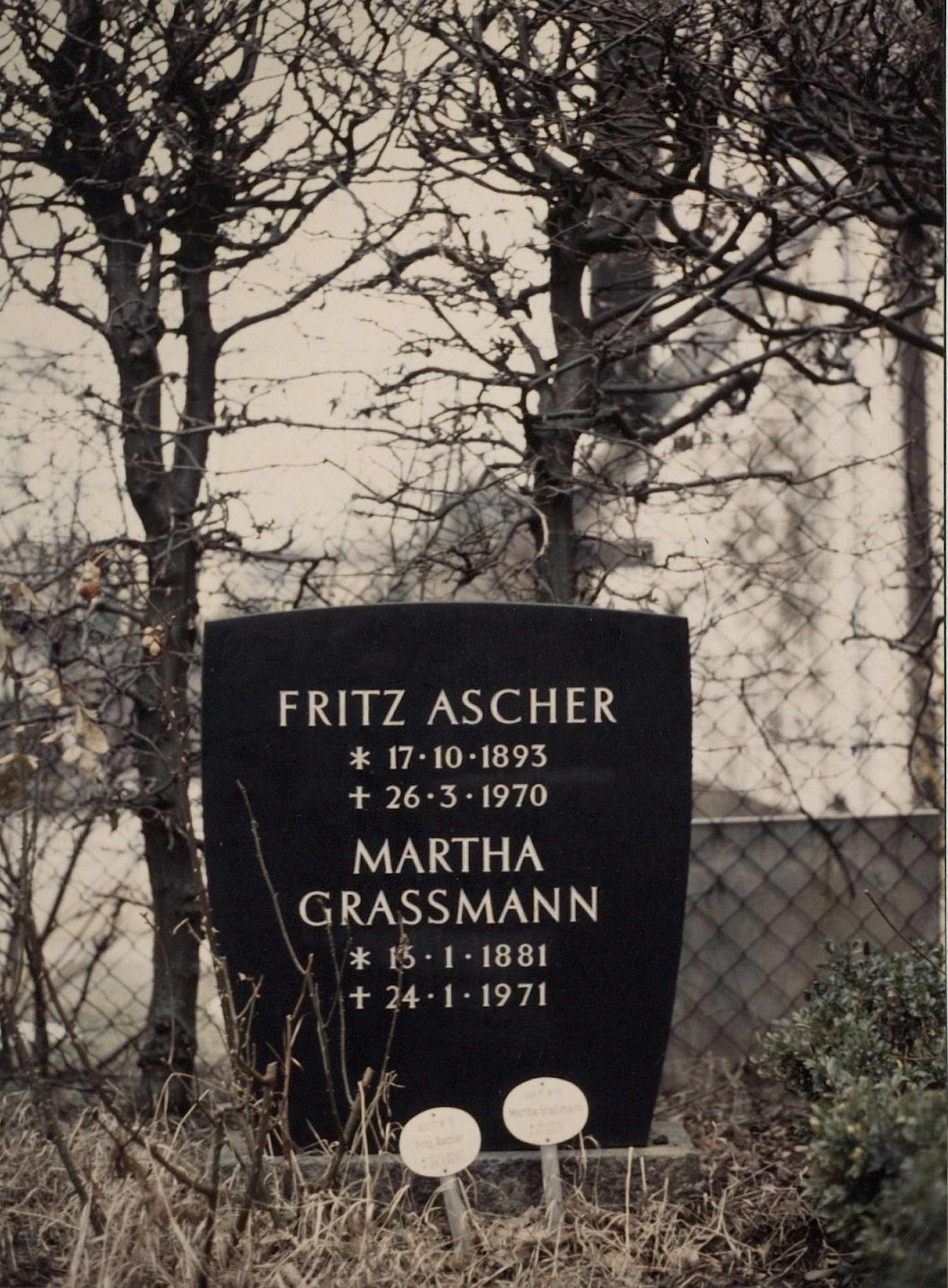
Alter Friedhof Berlin-Wannsee, Friedenstraße 8, Fritz Ascher und Martha Graßmann, Part 11 W No 15, Photo 1990 ©Rachel Stern

Fritz Ascher (* 17. Oktober 1893 in Berlin; † 26. März 1970 ebenda) war ein deutscher Expressionist, dessen Kunst von kühner Pinselführung und expressionistischer Farbwahl charakterisiert ist.

## Frühe Jahre
Fritz Ascher wurde als Sohn des Zahnarztes und Industriellen Hugo Ascher (* 27. Juli 1859 in Neugard/Westpreußen; † 18. August 1922 in Berlin) und der Minna Luise Ascher, geb. Schneider (* 17. Januar 1867 in Berlin; † 17. Oktober 1938 ebenda) in Berlin geboren. Am 8. Oktober 1894 kamen seine Schwestern Charlotte Hedwig und am 11. Juni 1897 Lilly (Grete) zur Welt. Ab 1908 lebte die Familie in der Niklasstraße 21–23 im damals noch nicht zu Berlin gehörenden Zehlendorf in einer Villa mit Herrschafts-, Wirtschafts-, Gärtnerhaus und Garage, die Architekt Paul Schultze-Naumburg gebaut hatte.
Fritz Aschers Talent zeigte sich früh. Als 16-Jähriger studierte er bei Max Liebermann, der ihn mit einem „Künstlereinjährigen“ zur Akademie für Bildende Künste in Königsberg weiterempfahl. An der Kunstakademie Königsberg, die er 1912 besuchte, befreundete Ascher sich mit Eduard Bischoff, der 1912 ein Porträt von Fritz Ascher malte.
Um 1913 war Ascher zurück in Berlin. Er lernte in den Zeichen- und Malschulen von Lovis Corinth, Adolf Meyer und Kurt Agthe und fand seinen künstlerischen Ausdruck im Umfeld von expressionistischen Künstlern wie Ludwig Meidner, Jakob Steinhardt und Emil Nolde. Er befreundete sich mit Franz Domscheit (Pranas Domšaitis), mit dem er vermutlich kurz vor Beginn des Ersten Weltkrieges nach Norwegen reiste und Edvard Munch in Oslo traf. 1919/20 hielt der Künstler sich für längere Zeit in München und Bayern auf. Wieder ist mit größter Wahrscheinlichkeit Franz Domscheit bei ihm – Aschers Skizzenbuch von 1919, in dem sich eine Zeichnung von Franz Domscheit findet, ist dominiert von Skizzen bayerisch gekleideter Menschen und Landschaften. Er wurde mit den Künstlern des Blauen Reiters bekannt und war mit den Künstlern des satirischen Wochenmagazines Simplicissimus befreundet, unter anderem Gustav Meyrink, Alfred Kubin, George Grosz und Käthe Kollwitz. Viele Arbeiten dieser Jahre sind wie die der ihn umgebenden Künstler und Schriftsteller von emphatisch-expressiver Religiosität geprägt, gleichzeitig interessierte er sich für alte Sagenstoffe und Mythen. Golem (1916) in der Sammlung des Jüdischen Museums Berlin und Der Vereinsamte (ca. 1920) zeigen Aschers kraftvolle expressionistische Bildsprache und Interesse an der menschlichen Kondition.

## Nationalsozialismus
Mit Hitlers Machtergreifung veränderte sich Aschers Leben dramatisch – er wurde der NSDAP als politisch verdächtig gemeldet und konnte als „entarteter Künstler“ nicht mehr arbeiten. Nach kurzer Gefangenschaft im KZ Sachsenhausen und Polizeigefängnis Potsdam überlebte Ascher die nationalsozialistische Gewaltherrschaft ab 1942 versteckt in der teils ausgebombten Villa Lassenstr. 28 in Berlin-Grunewald, versorgt von Martha Graßmann, geb. Fenske (* 16. Januar 1881; † 24. Januar 1971 Berlin), einer engen Freundin seiner Mutter. In dieser Zeit schrieb er Gedichte.

## Reife Arbeiten
Am 29. April 1945 wurde Berlin-Grunewald befreit. Fritz Ascher war ein veränderter Mensch. Er zog zu Martha Graßmann, die ihn von 1942 bis 1945 versteckt hatte, in die Bismarckallee 26. Aschers Atelier war ein halbrunder großer Raum mit angrenzendem Wintergarten. Papierarbeiten – Federzeichnungen, Aquarelle und Gouachen – entstanden in den Wintermonaten, wenn das Atelier nicht beheizt werden konnte. Anfang der 1950er Jahre hatte er eine extrem intensive Arbeitsphase, in der er jede Nacht bis früh morgens arbeitete. Immer wieder wurden diese Arbeitsphasen unterbrochen von Zeiten extremer Depression, Selbstgesprächen und Schlaflosigkeit.
Als Künstler fand Ascher nach 1945 seine ganz eigene Handschrift. Zurückgezogen von der Gesellschaft schuf er ein umfangreiches grafisches und malerisches Spätwerk, in dem er sich auf Landschaften konzentrierte, angeregt vom nahe gelegenen Grunewald. Seine Bilder wurden deutlich einfacher und direkter und sind auffallend individuell und persönlich. Seiner expressionistischen Bildsprache mit kraftvollen Pinselstrichen und ausdrucksstarken Farben blieb er treu. Porträts entstanden nun ausschließlich aus der Erinnerung, meistens auf Papier. Daneben entstanden eindringliche Sonnenuntergänge, Baum- und Blumenbilder, die wir als Feier des Überlebens und Fortbestehens der Natur sehen können. Neben dickstämmigen alten Buchen, die stark verwurzelt sind, finden sich bei Ascher dünnstämmige Bäume, den Wettern ausgesetzt. Einzeln oder in Reihen, in Zweier- oder Dreiergruppen werden diese Bäume zu stehenden Figuren, die uns konfrontieren, jede so unverkennbar wie jedes Individuum.
Bäume in Hügeliger Landschaft von 1967 ist das letzte von Ascher datierte Gemälde. Es zeigt die massiven Buchen am Jagdschloss Grunewald am Grunewaldsee, identifiziert von Gudrun Rademacher, ehemalige Direktorin des Waldmuseums Grunewald. Zwischen den Buchen wird eine lichtdurchtränkte nach rechts ansteigende Landschaft unter aufgewühltem Himmel sichtbar.

## Tod und Gedenken

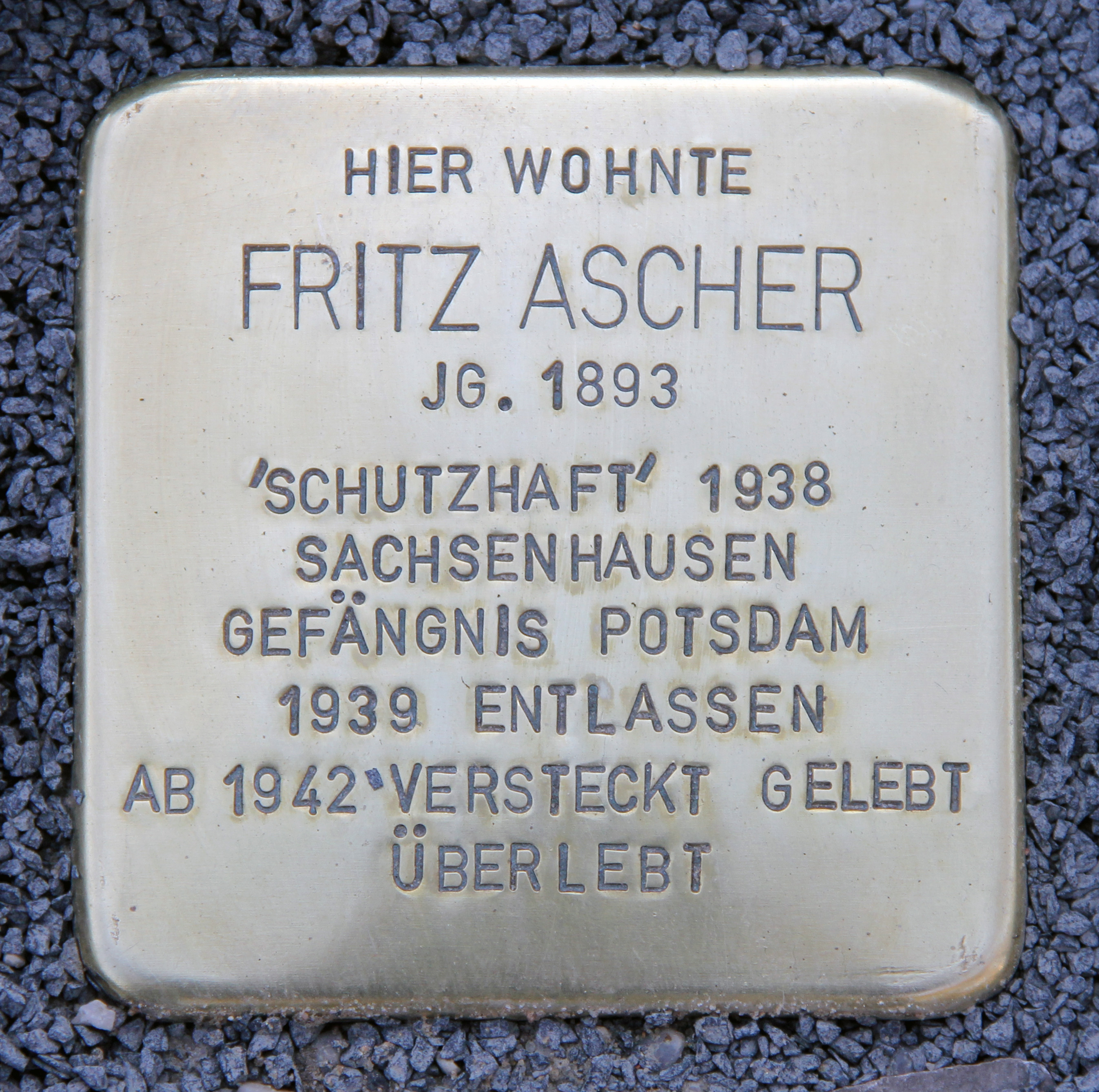
Stolperstein am Haus, Niklasstraße 21/23, in Berlin-Zehlendorf

Fritz Ascher starb am 26. März 1970. Am 21. Februar 2018 wurde vor seinem ehemaligen Wohnort, Berlin-Zehlendorf, Niklasstraße 21/23, wo er bis zur Verhaftung 1938 gelebt hatte, ein Stolperstein verlegt.
2019 wurde die Fritz-Ascher-Stiftung im Stadtmuseum Berlin gegründet.

## Ausstellungen
Fritz Ascher war Mitglied des Berufsverbandes Bildender Künstler Berlins (1946–1980).
- 2019 – Im Reich der Nummern. Wo die Männer keine Namen haben./In the Country of Numbers. Where the Men have no Names". Gedenkstätte und Museum Sachsenhausen, Sachsenhausen, January 29 – July 31
- 2019 – "Fritz Ascher: Expressionist". Grey Art Gallery, New York University, New York, January 9 – April 6
- 2018–19 – "Umkämpfte Wege der Moderne. Wilhelm Schmid und die Novembergruppe". Potsdam Museum – Forum für Kunst und Geschichte, Potsdam, September 29, 2018 – January 27, 2019
- 2017–18 – "Sechs Wochen sind fast wie lebenslänglich..." Das Potsdamer Polizeigefängnis Priesterstrasse/Bauhofstrasse / "Six weeks is almost like a life sentence..." The Potsdam police prison in Priesterstrasse/Bauhofstrasse. Stiftung Gedenkstätte Lindenstraße, Potsdam, 13. Dezember 2017 – 29. April 2018
- 2017 – "Beauteous Strivings: Fritz Ascher, Works on Paper." Kurator Karen Wilkin. New York Studio School, New York, 26. Oktober – 3. Dezember 2017
- 2017 – "Hauptstadtfussball". Stadtmuseum Berlin – Ephraim-Palais, Berlin, 26. Juli 2017 – 7. Januar 2018
- 2016–18 – "Leben ist Glühn. Der Expressionist Fritz Ascher"/"To Live is to Glow with Passion. The Expressionist Fritz Ascher". Felix-Nussbaum-Haus, Osnabrück, 25. September 2016 – 15. Januar 2017; Kunstsammlungen Chemnitz – MUSEUM GUNZENHAUSER, Chemnitz, 4. März – 18. Juni 2017; Museum Charlottenburg-Wilmersdorf, Berlin, 8. Dezember 2017 – 11. März 2018; Potsdam Museum – Forum für Kunst und Geschichte, Potsdam, 10. Dezember 2017 – 11. März 2018; Museum Schlösschen im Hofgarten, Wertheim, 13. Mai – 9. September 2018; Kallmann-Museum, Ismaning, 30. September – 24. November 2018
- 2016/17 – "Golem – Die Legende vom Menschen", Jüdisches Museum, Berlin, 23. September 2016 – 29. Januar 2017
- 2015–16 – Verfahren. "Wiedergutmachung" im geteilten Berlin (»Making Amends« Compensation and Restitution Cases in Divided Berlin), Aktives Museum, Berlin, 9. Oktober 2015 – 14. Januar 2016; Landgericht Berlin/Amtsgericht Mitte, Berlin, 29. September – 18. November 2016
- 2014 – "Zeitenwende 1914. Fritz Ascher und Gert Heinrich Wollheim." Galerie d'Hamé, Mülheim/Ruhr, 28. November -
- 2013 – "Zerstörte Vielfalt. Berlin 1933-1938-1945. Eine Stadt erinnert sich." Kulturprojekte Berlin, Litfaßsäule Frankfurter Tor, Berlin, 31. Januar – 10. November
- 1996 – Synagogue for the Arts, New York, 14. März – 12. April
- 1993 – International Monetary Fund Art Forum, Washington, DC, 30. März – 12. Mai
- 1980 – Schwarzbach Gallery, Sindelfingen, October
- 1980 – Kreissparkasse Böblingen, 21. März – 25. April[3]
- 1979 – Ute Freckmann Gallery, Sindelfingen, 21. – 28. Juli
- 1969 – "Fritz Ascher: Bilder nach 1945", Galerie Springer, Berlin, Berlin[4]
- 1947 – "Das Naturerlebnis. Landschaftsbilder bekannter Künstler", Kunstamt Wilmersdorf, Berlin
- 1946 – "Fritz Ascher: Bilder nach 1945", mit Bernhard Heiliger, Karl Buchholz Gallery, Berlin[5]
- 1924 – Juryfreie Kunstschau, Berlin
- 1922 – Juryfreie Kunstschau, Berlin